# فرانک وستایمر
فرانک وستایمر (انگلیسی: Frank Westheimer؛ ۱۵ ژانویهٔ ۱۹۱۲ – ۱۴ آوریل ۲۰۰۷) یک دانشمند در زمینه شیمی اهل ایالات متحده آمریکا بود.
وی همچنین برنده جوایزی همچون کمک هزینه گوگنهایم شده است.